# 300-я стрелковая дивизия (2-го формирования)
Не следует путать с 300-й стрелковой дивизией (1-го формирования)
300-я стрелковая дивизия (2-го формирования) — тактическое соединение Рабоче-крестьянской Красной армии времён Второй мировой войны.
Сокращённое наименование — 300 сд(2ф).
После войны переформирована в танковую дивизию.

## Полное наименование
300-я стрелковая Харбинская дивизия

## История
300-я стрелковая дивизия принимала участие в Советско-японской войне, проведя Харбино-Гиринскую наступательную операцию в составе 1-й Краснознамённой армии. 9 августа 1945 года 300-я дивизия в составе 26-го стрелкового корпуса перешла границу, двигаясь по лесисто-гористому бездорожью. 11 августа освобождён Мулин. 15—16 августа, вместе с 257-й танковой бригадой, дивизия форсировала реку Муданьцзянь и освободила одноимённый город от японских подразделений. 21 августа дивизия вышла в район Харбина. За время боёв дивизией уничтожено свыше 1 000 японских солдат, захвачены большие трофеи.
Командиру дивизии генерал-майору К. Г. Черепанову присвоено звание Героя Советского Союза.
За участие в операции соединению присвоено почётное наименование «Харбинская». 16 сентября 1945 года дивизия участвовала в Параде в Харбине в честь победы над Японской империей.
14 апреля 1946 года 300-я стрелковая дивизия переформирована в 3-ю танковую дивизию с сохранением наград и преемственности. 30 апреля 1957 года переименована в 46-ю танковую дивизию (в/ч 24255) и находилась в составе Дальневосточного военного округа в пункте постоянной дислокации в селе Покровка. В составе 46-й дивизии находились 402-й мотострелковый, 72-й, 125-й и 259-й танковые полки. В 1959 году дивизия была расформирована.

## Командиры
- Бардадин, Василий Владимирович (01.08.1943 — 31.05.1944)
- Карпов, Андрей Павлович (01.05.1944 — 30.09.1945)
- Аюпов, Нур-Мухамед Хусаинович (01.09.1945 — 31.12.1945)
- Черепанов, Корнилий Георгиевич (01.09.1945 — 30.09.1945, с 19.08.1945 находился в госпитале из-за тяжёлого ранения)
- Лубягин, Никифор Егорович (врид, 19.08.1945 — 23.09.1945)[1]